# Wahlkreis Savona (Senato della Repubblica)
Der Wahlkreis Savona war von 1948 bis 2005 und von 2017 bis 2020 ein Wahlkreis (italienisch collegio elettorale) für die Wahl des Senats.

## Von 1948 bis 1993

### Wahlkreisgebiet
Der Wahlkreis umfasste 56 Gemeinden: Albisola Superiore, Albissola Marina, Altare, Balestrino, Bardineto, Bergeggi, Boissano, Borghetto Santo Spirito, Borgio Verezzi, Bormida, Cairo Montenotte, Calice Ligure, Calizzano, Carcare, Castelbianco, Castelvecchio di Rocca Barbena, Celle Ligure, Cengio, Ceriale, Cisano sul Neva, Cosseria, Dego, Erli, Finale Ligure, Giustenice, Giusvalla, Loano, Magliolo, Mallare, Massimino, Millesimo, Mioglia, Murialdo, Nasino, Noli, Orco Feglino, Osiglia, Pallare, Piana Crixia, Pietra Ligure, Plodio, Pontinvrea, Quiliano, Rialto, Roccavignale, Sassello, Savona, Spotorno, Stella, Toirano, Tovo San Giacomo, Urbe, Vado Ligure, Varazze, Vezzi Portio und Zuccarello.

### Wahlergebnisse

#### Parlamentswahl 1948
| Kandidaten               | Kandidaten            | Parteien                                         | Stimmen | %    |
| ------------------------ | --------------------- | ------------------------------------------------ | ------- | ---- |
|                          | Franco Varaldogewählt | Democrazia Cristiana                             | 53.136  | 44,2 |
|                          | Andrea Dotta          | Fronte Democratico Popolare                      | 49.933  | 41,5 |
|                          | Vittorio Vignola      | Unità Socialista – Partito Repubblicano Italiano | 14.912  | 12,4 |
|                          | Pietro Garassino      | Blocco Nazionale                                 | 2.286   | 1,9  |
| Gesamt                   | Gesamt                | Gesamt                                           | 120.267 | 100  |
|                          |                       |                                                  |         |      |
| Ungültige Stimmen        | Ungültige Stimmen     | Ungültige Stimmen                                | 5.320   | 4,2  |
| Wähler                   | Wähler                | Wähler                                           | 125.587 | 93,1 |
| Wahlberechtigte          | Wahlberechtigte       | Wahlberechtigte                                  | 134.881 |      |
|                          |                       |                                                  |         |      |
| Quelle: Innenministerium |                       |                                                  |         |      |

#### Parlamentswahl 1953
| Kandidaten               | Kandidaten            | Parteien                                | Stimmen | %    |
| ------------------------ | --------------------- | --------------------------------------- | ------- | ---- |
|                          | Franco Varaldogewählt | Democrazia Cristiana                    | 52.205  | 40,9 |
|                          | Vincenzo Zuccagewählt | Partito Comunista Italiano              | 36.534  | 28,6 |
|                          | Giuseppe Callandrone  | Partito Socialista Italiano             | 17.758  | 13,9 |
|                          | Benedetto Martinego   | Partito Socialista Democratico Italiano | 9.733   | 7,6  |
|                          | Santino Durante       | Partito Nazionale Monarchico            | 3.819   | 3,0  |
|                          | Giovanni Nacherlilla  | Movimento Sociale Italiano              | 2.988   | 2,3  |
|                          | Arnaldo Pessano       | PLI – PRI                               | 2.874   | 2,3  |
|                          | Leopoldo Piccardi     | Unità Popolare                          | 946     | 0,7  |
|                          | Ettore Monacci        | Alleanza Democratica Nazionale          | 710     | 0,6  |
| Gesamt                   | Gesamt                | Gesamt                                  | 127.567 | 100  |
|                          |                       |                                         |         |      |
| Ungültige Stimmen        | Ungültige Stimmen     | Ungültige Stimmen                       | 5.632   | 4,2  |
| Wähler                   | Wähler                | Wähler                                  | 133.199 | 95,1 |
| Wahlberechtigte          | Wahlberechtigte       | Wahlberechtigte                         | 139.991 |      |
|                          |                       |                                         |         |      |
| Quelle: Innenministerium |                       |                                         |         |      |

#### Parlamentswahl 1958
| Kandidaten               | Kandidaten               | Parteien                                | Stimmen | %    |
| ------------------------ | ------------------------ | --------------------------------------- | ------- | ---- |
|                          | Franco Varaldogewählt    | Democrazia Cristiana                    | 55.808  | 41,3 |
|                          | Vincenzo Zucca           | Partito Comunista Italiano              | 37.068  | 27,4 |
|                          | Aldo Modena              | Partito Socialista Italiano             | 20.470  | 15,1 |
|                          | Vittorio Vignola         | Partito Socialista Democratico Italiano | 9.227   | 6,8  |
|                          | Leonardo Chiesa          | Movimento Sociale Italiano              | 4.105   | 3,0  |
|                          | Giovanni Battista Cuneo  | Partito Liberale Italiano               | 3.313   | 2,4  |
|                          | Ennio Della Torre        | Partito Nazionale Monarchico            | 1.706   | 1,3  |
|                          | Maurizio Marrone         | PRI – Partito Radicale                  | 1.622   | 1,2  |
|                          | Mario Nasi               | Partito Monarchico Popolare             | 964     | 0,7  |
|                          | Giovanni Battista Sivero | Comunità                                | 943     | 0,7  |
| Gesamt                   | Gesamt                   | Gesamt                                  | 135.226 | 100  |
|                          |                          |                                         |         |      |
| Ungültige Stimmen        | Ungültige Stimmen        | Ungültige Stimmen                       | 7.584   | 5,3  |
| Wähler                   | Wähler                   | Wähler                                  | 142.810 | 96,2 |
| Wahlberechtigte          | Wahlberechtigte          | Wahlberechtigte                         | 148.408 |      |
|                          |                          |                                         |         |      |
| Quelle: Innenministerium |                          |                                         |         |      |

#### Parlamentswahl 1963
| Kandidaten               | Kandidaten            | Parteien                                | Stimmen | %    |
| ------------------------ | --------------------- | --------------------------------------- | ------- | ---- |
|                          | Franco Varaldogewählt | Democrazia Cristiana                    | 52.098  | 36,1 |
|                          | Giuseppe Amasio       | Partito Comunista Italiano              | 43.111  | 29,9 |
|                          | G. Amerio             | Partito Socialista Italiano             | 21.596  | 15,0 |
|                          | L. Giacardi           | Partito Socialista Democratico Italiano | 11.190  | 7,8  |
|                          | A, Astengo            | Partito Liberale Italiano               | 9.654   | 6,7  |
|                          | Leonardo Chiesa       | MSI – PDIUM                             | 5.256   | 3,6  |
|                          | Maurizio Marrone      | Partito Repubblicano Italiano           | 1.403   | 1,0  |
| Gesamt                   | Gesamt                | Gesamt                                  | 144.308 | 100  |
|                          |                       |                                         |         |      |
| Ungültige Stimmen        | Ungültige Stimmen     | Ungültige Stimmen                       | 8.684   | 5,7  |
| Wähler                   | Wähler                | Wähler                                  | 152.992 | 96,0 |
| Wahlberechtigte          | Wahlberechtigte       | Wahlberechtigte                         | 159.369 |      |
|                          |                       |                                         |         |      |
| Quelle: Innenministerium |                       |                                         |         |      |

#### Parlamentswahl 1968
| Kandidaten               | Kandidaten               | Parteien                                  | Stimmen | %    |
| ------------------------ | ------------------------ | ----------------------------------------- | ------- | ---- |
|                          | Giovanni Battista Urbani | Partito Comunista Italiano – PSIUP        | 54.325  | 35,9 |
|                          | Franco Varaldogewählt    | Democrazia Cristiana                      | 53.921  | 35,7 |
|                          | A. Draperi               | Partito Socialista Unificato (PSI – PSDI) | 23.942  | 15,8 |
|                          | G. Negro                 | Partito Liberale Italiano                 | 12.665  | 8,4  |
|                          | G. Dalla Valle           | Movimento Sociale Italiano                | 3.653   | 2,4  |
|                          | C. Carozzi               | Partito Repubblicano Italiano             | 2.685   | 1,8  |
| Gesamt                   | Gesamt                   | Gesamt                                    | 151.191 | 100  |
|                          |                          |                                           |         |      |
| Ungültige Stimmen        | Ungültige Stimmen        | Ungültige Stimmen                         | 10.666  | 6,6  |
| Wähler                   | Wähler                   | Wähler                                    | 161.857 | 96,0 |
| Wahlberechtigte          | Wahlberechtigte          | Wahlberechtigte                           | 168.653 |      |
|                          |                          |                                           |         |      |
| Quelle: Innenministerium |                          |                                           |         |      |

#### Parlamentswahl 1972
| Kandidaten               | Kandidaten                      | Parteien                                      | Stimmen | %    |
| ------------------------ | ------------------------------- | --------------------------------------------- | ------- | ---- |
|                          | Franco Varaldogewählt           | Democrazia Cristiana                          | 54.963  | 34,0 |
|                          | Giovanni Battista Urbanigewählt | Partito Comunista Italiano – PSIUP            | 54.906  | 34,0 |
|                          | M. Ghisolfi                     | Partito Socialista Italiano                   | 18.818  | 11,6 |
|                          | F. Panizza                      | Partito Socialista Democratico Italiano       | 10.751  | 6,7  |
|                          | A. Galati                       | Partito Liberale Italiano                     | 9.616   | 6,0  |
|                          | F. Bogazzi                      | Movimento Sociale Italiano – Destra Nazionale | 7.042   | 4,4  |
|                          | C. Carozzi                      | Partito Repubblicano Italiano                 | 5.445   | 3,4  |
| Gesamt                   | Gesamt                          | Gesamt                                        | 161.541 | 100  |
|                          |                                 |                                               |         |      |
| Ungültige Stimmen        | Ungültige Stimmen               | Ungültige Stimmen                             | 8.522   | 5,0  |
| Wähler                   | Wähler                          | Wähler                                        | 170.063 | 96,4 |
| Wahlberechtigte          | Wahlberechtigte                 | Wahlberechtigte                               | 176.404 |      |
|                          |                                 |                                               |         |      |
| Quelle: Innenministerium |                                 |                                               |         |      |

#### Parlamentswahl 1976
| Kandidaten               | Kandidaten                      | Parteien                                      | Stimmen | %    |
| ------------------------ | ------------------------------- | --------------------------------------------- | ------- | ---- |
|                          | Giovanni Battista Urbanigewählt | Partito Comunista Italiano                    | 67.132  | 40,4 |
|                          | Gian Carlo Ruffinogewählt       | Democrazia Cristiana                          | 58.087  | 34,9 |
|                          | Marcello Borghi                 | Partito Socialista Italiano                   | 21.319  | 12,8 |
|                          | Cesare Zappulli                 | PLI – PRI – PSDI                              | 11.724  | 7,0  |
|                          | Alfredo Zunino                  | Movimento Sociale Italiano – Destra Nazionale | 5.616   | 3,4  |
|                          | Antonio Saccomani               | Partito Radicale                              | 2.450   | 1,5  |
| Gesamt                   | Gesamt                          | Gesamt                                        | 166.328 | 100  |
|                          |                                 |                                               |         |      |
| Ungültige Stimmen        | Ungültige Stimmen               | Ungültige Stimmen                             | 7.149   | 4,1  |
| Wähler                   | Wähler                          | Wähler                                        | 173.477 | 96,2 |
| Wahlberechtigte          | Wahlberechtigte                 | Wahlberechtigte                               | 180.394 |      |
|                          |                                 |                                               |         |      |
| Quelle: Innenministerium |                                 |                                               |         |      |

#### Parlamentswahl 1979
| Kandidaten               | Kandidaten                      | Parteien                                      | Stimmen | %    |
| ------------------------ | ------------------------------- | --------------------------------------------- | ------- | ---- |
|                          | Giovanni Battista Urbanigewählt | Partito Comunista Italiano                    | 60.095  | 37,3 |
|                          | Gian Carlo Ruffino              | Democrazia Cristiana                          | 53.958  | 33,5 |
|                          | L. L. G. Cappello               | Partito Socialista Italiano                   | 19.501  | 12,1 |
|                          | S. Berté                        | Partito Socialista Democratico Italiano       | 6.219   | 3,9  |
|                          | Antonio Saccomani               | Partito Radicale                              | 5.815   | 3,6  |
|                          | S. Accinelli                    | Partito Repubblicano Italiano                 | 5.788   | 3,6  |
|                          | M. Ghione                       | Movimento Sociale Italiano – Destra Nazionale | 4.553   | 2,8  |
|                          | Pietro Bucalossi                | Partito Liberale Italiano                     | 4.399   | 2,7  |
|                          | U. Griselli                     | Costituente di Destra – Democrazia Nazionale  | 671     | 0,4  |
| Gesamt                   | Gesamt                          | Gesamt                                        | 160.999 | 100  |
|                          |                                 |                                               |         |      |
| Ungültige Stimmen        | Ungültige Stimmen               | Ungültige Stimmen                             | 9.637   | 5,6  |
| Wähler                   | Wähler                          | Wähler                                        | 170.636 | 94,1 |
| Wahlberechtigte          | Wahlberechtigte                 | Wahlberechtigte                               | 181.335 |      |
|                          |                                 |                                               |         |      |
| Quelle: Innenministerium |                                 |                                               |         |      |

#### Parlamentswahl 1983
| Kandidaten               | Kandidaten                      | Parteien                                      | Stimmen | %    |
| ------------------------ | ------------------------------- | --------------------------------------------- | ------- | ---- |
|                          | Giovanni Battista Urbanigewählt | Partito Comunista Italiano                    | 57.503  | 37,5 |
|                          | Gian Carlo Ruffinogewählt       | Democrazia Cristiana                          | 47.634  | 31,1 |
|                          | Paolo Caviglia                  | Partito Socialista Italiano                   | 13.834  | 9,0  |
|                          | Francesco Gervasio              | Partito Repubblicano Italiano                 | 10.804  | 7,1  |
|                          | Umberto Ramella                 | PLI – PSDI                                    | 7.814   | 5,1  |
|                          | Serafino Favoino                | Movimento Sociale Italiano – Destra Nazionale | 7.337   | 4,8  |
|                          | Oreste Roseo                    | Partito Radicale                              | 3.898   | 2,5  |
|                          | Valerio Venditti                | Lista per Trieste – PPPIU                     | 2.550   | 1,7  |
|                          | Giovanni Trombetta              | Democrazia Proletaria                         | 1.794   | 1,2  |
| Gesamt                   | Gesamt                          | Gesamt                                        | 153.168 | 100  |
|                          |                                 |                                               |         |      |
| Ungültige Stimmen        | Ungültige Stimmen               | Ungültige Stimmen                             | 13.780  | 8,3  |
| Wähler                   | Wähler                          | Wähler                                        | 166.948 | 91,8 |
| Wahlberechtigte          | Wahlberechtigte                 | Wahlberechtigte                               | 181.958 |      |
|                          |                                 |                                               |         |      |
| Quelle: Innenministerium |                                 |                                               |         |      |

#### Parlamentswahl 1987
| Kandidaten               | Kandidaten                | Parteien                                      | Stimmen | %    |
| ------------------------ | ------------------------- | --------------------------------------------- | ------- | ---- |
|                          | Umberto Scardaonigewählt  | Partito Comunista Italiano                    | 54.323  | 35,5 |
|                          | Gian Carlo Ruffinogewählt | Democrazia Cristiana                          | 50.945  | 33,2 |
|                          | Roberto Cicciomessere     | PSI – PSDI – PR                               | 18.511  | 12,1 |
|                          | Mario Forni               | Movimento Sociale Italiano – Destra Nazionale | 8.336   | 5,4  |
|                          | A. Arena                  | Partito Repubblicano Italiano                 | 6.205   | 4,0  |
|                          | M. Pellifroni             | Lista Verde                                   | 5.919   | 3,9  |
|                          | A. Galati                 | Partito Liberale Italiano                     | 4.072   | 2,7  |
|                          | B. Mina                   | Democrazia Proletaria                         | 2.322   | 1,5  |
|                          | A. Coppola                | Liga Veneta                                   | 2.180   | 1,4  |
|                          | G. Ferrero                | Alleanza Popolare Pensionati                  | 410     | 0,3  |
| Gesamt                   | Gesamt                    | Gesamt                                        | 153.223 | 100  |
|                          |                           |                                               |         |      |
| Ungültige Stimmen        | Ungültige Stimmen         | Ungültige Stimmen                             | 12.228  | 7,4  |
| Wähler                   | Wähler                    | Wähler                                        | 165.451 | 90,8 |
| Wahlberechtigte          | Wahlberechtigte           | Wahlberechtigte                               | 182.198 |      |
|                          |                           |                                               |         |      |
| Quelle: Innenministerium |                           |                                               |         |      |

#### Parlamentswahl 1992
| Kandidaten               | Kandidaten                | Parteien                                      | Stimmen | %    |
| ------------------------ | ------------------------- | --------------------------------------------- | ------- | ---- |
|                          | Gian Carlo Ruffinogewählt | Democrazia Cristiana                          | 42.511  | 27,2 |
|                          | Sergio Tortarolo          | Partito Democratico della Sinistra            | 28.165  | 18,0 |
|                          | Sergio Cappelligewählt    | Lega Lombarda                                 | 25.001  | 16,0 |
|                          | Osvaldo Chebello          | Partito Socialista Italiano                   | 16.508  | 10,6 |
|                          | Ezio Grillo               | Partito della Rifondazione Comunista          | 12.485  | 8,0  |
|                          | Marcello Scotto           | Partito Repubblicano Italiano                 | 5.878   | 3,8  |
|                          | Gabriele Di Nardo         | Movimento Sociale Italiano – Destra Nazionale | 5.384   | 3,4  |
|                          | Giancarlo Pongibove       | Federazione dei Verdi                         | 4.955   | 3,2  |
|                          | Mario Brignolo            | Partito Liberale Italiano                     | 3.823   | 2,4  |
|                          | Carla Albonico            | Partito Pensionati                            | 2.634   | 1,7  |
|                          | Armando Milanese          | La Lega Casalinghe–Pensionati                 | 2.562   | 1,6  |
|                          | Michele Torrente          | Caccia Pesca Ambiente                         | 1.979   | 1,3  |
|                          | Angelo Viveri             | Sì Referendum                                 | 1.922   | 1,2  |
|                          | Umberto Ramella           | Partito Socialista Democratico Italiano       | 1.511   | 1,0  |
|                          | Wilma Goich               | Federalismo – Pensionati Uomini Vivi          | 804     | 0,5  |
| Gesamt                   | Gesamt                    | Gesamt                                        | 156.122 | 100  |
|                          |                           |                                               |         |      |
| Ungültige Stimmen        | Ungültige Stimmen         | Ungültige Stimmen                             | 9.834   | 5,9  |
| Wähler                   | Wähler                    | Wähler                                        | 165.956 | 88,8 |
| Wahlberechtigte          | Wahlberechtigte           | Wahlberechtigte                               | 186.889 |      |
|                          |                           |                                               |         |      |
| Quelle: Innenministerium |                           |                                               |         |      |

## Von 1993 bis 2005

### Wahlkreisgebiet
Der Wahlkreis umfasste 56 Gemeinden: Albisola Superiore, Albissola Marina, Altare, Arenzano, Balestrino, Bardineto, Bergeggi, Boissano, Borghetto Santo Spirito, Borgio Verezzi, Bormida, Cairo Montenotte, Calice Ligure, Calizzano, Campo Ligure, Carcare, Celle Ligure, Cengio, Cogoleto, Cosseria, Dego, Finale Ligure, Giustenice, Giusvalla, Loano, Magliolo, Mallare, Masone, Massimino, Mele, Millesimo, Mioglia, Murialdo, Noli, Orco Feglino, Osiglia, Pallare, Piana Crixia, Pietra Ligure, Plodio, Pontinvrea, Quiliano, Rialto, Roccavignale, Rossiglione, Sassello, Savona, Spotorno, Stella, Tiglieto, Toirano, Tovo San Giacomo, Urbe, Vado Ligure, Varazze und Vezzi Portio.

### Wahlergebnisse

#### Parlamentswahl 1994
| Kandidaten               | Kandidaten             | Parteien                  | Stimmen | %    |
| ------------------------ | ---------------------- | ------------------------- | ------- | ---- |
|                          | Giovanni Russogewählt  | Alleanza dei Progressisti | 64.936  | 37,3 |
|                          | Sergio Cappelligewählt | Polo delle Libertà        | 60.918  | 35,0 |
|                          | Enrico Mozzoni         | Patto per l’Italia        | 27.109  | 15,6 |
|                          | Maria Carla La Rocca   | Alleanza Nazionale        | 14.245  | 8,2  |
|                          | Alberto Gabarello      | Partito Pensionati        | 7.016   | 4,0  |
| Gesamt                   | Gesamt                 | Gesamt                    | 174.224 | 100  |
|                          |                        |                           |         |      |
| Ungültige Stimmen        | Ungültige Stimmen      | Ungültige Stimmen         | 14.127  | 7,5  |
| Wähler                   | Wähler                 | Wähler                    | 188.351 | 89,8 |
| Wahlberechtigte          | Wahlberechtigte        | Wahlberechtigte           | 209.778 |      |
|                          |                        |                           |         |      |
| Quelle: Innenministerium |                        |                           |         |      |

#### Parlamentswahl 1996
| Kandidaten               | Kandidaten            | Parteien            | Stimmen | %    |
| ------------------------ | --------------------- | ------------------- | ------- | ---- |
|                          | Giovanni Russogewählt | L’Ulivo             | 86.279  | 50,7 |
|                          | Sergio Cappelli       | Polo per le Libertà | 61.623  | 36,2 |
|                          | Davide Maranzano      | Lega Nord           | 22.352  | 13,1 |
| Gesamt                   | Gesamt                | Gesamt              | 170.254 | 100  |
|                          |                       |                     |         |      |
| Ungültige Stimmen        | Ungültige Stimmen     | Ungültige Stimmen   | 12.972  | 7,1  |
| Wähler                   | Wähler                | Wähler              | 183.226 | 86,9 |
| Wahlberechtigte          | Wahlberechtigte       | Wahlberechtigte     | 210.886 |      |
|                          |                       |                     |         |      |
| Quelle: Innenministerium |                       |                     |         |      |

#### Parlamentswahl 2001
| Kandidaten               | Kandidaten                         | Parteien                             | Stimmen | %    |
| ------------------------ | ---------------------------------- | ------------------------------------ | ------- | ---- |
|                          | Egidio Pedrinigewählt              | L’Ulivo                              | 75.693  | 44,2 |
|                          | Stanislao Alessandro Sambingewählt | Casa delle Libertà                   | 71.583  | 41,8 |
|                          | Patrizia Turchi                    | Partito della Rifondazione Comunista | 9.738   | 5,7  |
|                          | Giancarlo Bertolazzi               | Lista Di Pietro                      | 5.778   | 3,4  |
|                          | Gabriella De Santi                 | Lista Pannella–Bonino                | 4.713   | 2,8  |
|                          | Cesare Badoino                     | Democrazia Europea                   | 3.873   | 2,3  |
| Gesamt                   | Gesamt                             | Gesamt                               | 171.378 | 100  |
|                          |                                    |                                      |         |      |
| Ungültige Stimmen        | Ungültige Stimmen                  | Ungültige Stimmen                    | 7.839   | 4,4  |
| Wähler                   | Wähler                             | Wähler                               | 179.217 | 84,4 |
| Wahlberechtigte          | Wahlberechtigte                    | Wahlberechtigte                      | 212.359 |      |
|                          |                                    |                                      |         |      |
| Quelle: Innenministerium |                                    |                                      |         |      |

## Von 2017 bis 2020

### Wahlkreisgebiet
Der Wahlkreis umfasste 143 Gemeinden: alle 67 Gemeinden der Provinz Imperia, alle 69 Gemeinden der Provinz Savona und 7 Gemeinden der Metropolitanstadt Genua (Arenzano, Campo Ligure, Cogoleto, Masone, Mele, Rossiglione und Tiglieto).

### Wahlergebnisse

#### Parlamentswahl 2018
| Kandidaten               | Kandidaten             | Stimmen | %    | Listen                                      | Stimmen | %    |
| ------------------------ | ---------------------- | ------- | ---- | ------------------------------------------- | ------- | ---- |
|                          | Paolo Ripamontigewählt | 114.589 | 42,5 | Lega                                        | 63.002  | 23,4 |
| Forza Italia             | Paolo Ripamontigewählt | 114.589 | 42,5 | 39.519                                      | 14,7    |      |
| Fratelli d’Italia        | Paolo Ripamontigewählt | 114.589 | 42,5 | 10.097                                      | 3,7     |      |
| Noi con l’Italia – UDC   | Paolo Ripamontigewählt | 114.589 | 42,5 | 1.971                                       | 0,7     |      |
|                          | Massimo Conio          | 77.776  | 28,9 | Movimento 5 Stelle                          | 77.776  | 28,9 |
|                          | Luigi De Vincenzi      | 58.039  | 21,5 | Partito Democratico                         | 48.544  | 18,0 |
| +Europa                  | Luigi De Vincenzi      | 58.039  | 21,5 | 7.333                                       | 2,7     |      |
| Italia Europa Insieme    | Luigi De Vincenzi      | 58.039  | 21,5 | 1.399                                       | 0,5     |      |
| Civica Popolare          | Luigi De Vincenzi      | 58.039  | 21,5 | 763                                         | 0,3     |      |
|                          | Sergio Acquilino       | 8.149   | 3,0  | Liberi e Uguali                             | 8.149   | 3,0  |
|                          | Amelia Narciso         | 3.192   | 1,2  | Potere al Popolo!                           | 3.192   | 1,2  |
|                          | Manuela Leotta         | 2.833   | 1,1  | CasaPound Italia                            | 2.833   | 1,1  |
|                          | Paolo Caviglia         | 1.740   | 0,6  | Partito Comunista                           | 1.740   | 0,6  |
|                          | Maria Cardello         | 1.636   | 0,6  | Il Popolo della Famiglia                    | 1.636   | 0,6  |
|                          | Luana Marengo          | 855     | 0,3  | Partito Valore Umano                        | 855     | 0,3  |
|                          | Cinzia Ronzitti        | 486     | 0,2  | Per una Sinistra Rivoluzionaria (SCR – PCL) | 486     | 0,2  |
|                          | Marzia Cidale          | 258     | 0,1  | Partito Repubblicano Italiano               | 258     | 0,1  |
| Gesamt                   | Gesamt                 | 269.553 | 100  |                                             | 269.553 | 100  |
|                          |                        |         |      |                                             |         |      |
| Ungültige Stimmen        | Ungültige Stimmen      | 9.426   | 3,4  |                                             |         |      |
| Wähler                   | Wähler                 | 278.979 | 72,2 |                                             |         |      |
| Wahlberechtigte          | Wahlberechtigte        | 386.315 |      |                                             |         |      |
|                          |                        |         |      |                                             |         |      |
| Quelle: Innenministerium |                        |         |      |                                             |         |      |